# Skarsdalen (dal i Antarktis)
Skarsdalen är en dal i Antarktis. Den ligger i Östantarktis. Norge gör anspråk på området.